# Vézelay
Vézelay (507 inwoners) is een Franse gemeente in het departement Yonne, arrondissement Avallon in de regio Bourgogne-Franche-Comté, Frankrijk. Het is vooral bekend als bedevaartsoord en om zijn abdijkerk, de basiliek Sainte-Marie-Madeleine, een bouwwerk uit de 11e eeuw.
Vézelay ligt aan de Cure en is gebouwd tegen de beschermde, 300 meter hoge heuvel, la colline Eternelle, met bovenop de eveneens beschermde abdijkerk. Behalve La Madeleine, op de heuvel, staat hier ook het kerkje van Saint-Père aan de voet van de heuvel, in de gemeente Saint-Père(-sous-Vézelay). Met de bouw daarvan werd begonnen rond 1200. Het zeer zuivere kerkje vertoont alle stijlveranderingen van de 13e tot de 15e eeuw.
Toerisme is een goede bron van inkomsten voor het stadje. Vézelay is door Les Plus Beaux Villages de France erkend als een van de mooiste dorpen van Frankrijk.

## Geschiedenis
In 850 was er aan de voet van de heuvel een benedictijns nonnenklooster gevestigd, later gevolgd door monniken, die in een klooster boven op de heuvel gingen wonen. Volgens de legende was in die tijd het gebeente van Maria Magdalena al naar Bourgondië overgebracht vanuit het Heilige Land via Saintes-Maries-de-la-Mer en Aix-en-Provence. Haar verering begon evenwel pas rond 1050. Het eerste klooster was al eerder vernietigd door de Noormannen. Rond die tijd begon in de Provence de verering van de heilige Lazarus. De monniken van Vézelay maakten daar dankbaar gebruik van en verkregen de status van bedevaartsoord, omdat zij het gebeente van Maria Magdalena bezaten. In de Middeleeuwen werd Maria Magdalena nog gelijkgesteld met Maria, de zuster van Lazarus, wiens beenderen in Autun lagen.
De toevloed van pelgrims was groot en de oude kerk werd al snel te klein. In 1096 begon men aan de bouw van een nieuwe. Het bedevaartsdorpje groeide uit tot een stadje van meer dan 1000 inwoners. Het kwam tot conflicten toen voor de bouw steeds meer geld nodig bleek te zijn, dat door belastingen moest worden opgebracht. Abt Artaud werd vermoord, de bouw van de kerk viel stil, maar de opstanden bleven voortduren tot het klooster in 1162 van de paus de volledige onafhankelijkheid van de Orde van Cluny verkreeg.
De abdijkerk werd een begeerde laatste pleister- en verzamelplaats vooraleer de lange tocht naar Santiago de Compostella aan te vatten. In 1120 vond een grote ramp plaats: meer dan duizend pelgrims vonden de dood toen de kerk in vlammen opging. De nieuwbouw, waarmee meteen werd begonnen, vorderde snel: in 1140 was het schip voltooid, in 1150 de voorkant van de westkant, in 1185 het gotisch koor (door de afgebrande crypte in 1165). 
Op enkele aanpassingen in het midden van de 13e eeuw na, een verbouwing van de westgevel van de voorkerk in gotische stijl, bleef de abdijkerk een aantal eeuwen onaangeroerd.
In de 19e eeuw voerde de architect Viollet-le-Duc (1814-1879) belangrijke restauratiewerken uit.
De kerk werd in 1920 tot basiliek verheven.

### Kruistochten
Vézelay is het toneel geweest van historisch belangrijke massabijeenkomsten.
Zo predikte Bernard van Clairvaux er in 1146 de Tweede Kruistocht (die rampzalig zou verlopen). Onder meer Eleonora van Aquitanië heeft in de abdijkerk van Vézelay haar diensten aangeboden, nadat ze als amazone op een wit paard het stadje was binnengetreden.
In 1190 genoot Vézelay het startschot van de Derde Kruistocht, met koning Filips II van Frankrijk en Richard Leeuwenhart aan het hoofd. Ook de volgende kruistochten, in 1248 en 1270, onder leiding van Lodewijk de Heilige, vertrokken vanuit Vézelay.

### Andere belangrijke gebeurtenissen
In 1146 vestigde Thomas Becket zich in Vézelay om te ontsnappen aan de vervolging van de Engelse koning. In 1217 sticht Franciscus van Assisi er het eerste franciscaner klooster op Franse bodem.

## Demografie
Onderstaande figuur toont het verloop van het inwoneraantal van Vézelay vanaf 1962.

## Wijnbouw
Bourgogne Vézelay is de lokale wijnbenaming voor wijnen uit deze stad. Wijngaarden komen tot aan de rand van de stad en produceren een scala aan voornamelijk witte wijnen, hoofdzakelijk gebaseerd op de druivensoorten Chardonnay en Melon de Bourgogne, en rode wijnen gebaseerd op Pinot noir. Ongeveer de helft van de productie wordt op de markt gebracht via de coöperatie Cave Henry.
Aan het einde van de negentiende eeuw werden de wijngaarden gedecimeerd door phylloxera. In de jaren 70 werden de wijngaarden nieuw leven ingeblazen.
De Saint-Vincent Tournante is een wijnfeest in de Bourgogne, dat elk jaar eind januari plaatsvindt. Het uitgangspunt is dat een appellatie de andere appellaties uitnodigt, waarbij het dorp of de dorpen voor de gelegenheid zijn versierd met stands die wijnproeverijen aanbieden.